# Frank Stack
Frank Stack (Winnipeg, 1º gennaio 1906 – 5 gennaio 1987) è stato un pattinatore di velocità su ghiaccio canadese.

## Palmarès

### Olimpiadi invernali
- Bronzo a Lake Placid 1932 nei 10000 metri.